# Marius Eriksen
Pour les articles homonymes, voir Eriksen.
Marius Eriksen est un gymnaste artistique norvégien né le 9 décembre 1886 à Barbu et mort le 14 septembre 1950 à Oslo.

## Biographie
Marius Eriksen fait partie de l'équipe de Norvège qui remporte la médaille de bronze en système suédois par équipes aux Jeux olympiques d'été de 1912 se tenant à Stockholm.
Il est le père des skieurs alpins Stein Eriksen et Marius Eriksen.